# Десять заповедей (фильм, 1923)
Десять заповедей (англ. The Ten Commandments) — немой фильм 1923 года. Режиссёр — Сесил Демилль. Созданный в жанре эпоса, фильм основан на библейских историях и является первым в трилогии, включающей фильмы «Царь царей» (англ. The King of Kings, 1927) и «Крестное знамение» (англ. The Sign of the Cross, 1932). Первая часть фильма рассказывает об исходе евреев из Египта и обретении Скрижалей Завета; во второй части действие перенесено в современность, в которой находят отражение древние моральные заповеди.
Главные роли в фильме исполнили Теодор Робертс (Моисей), Шарль де Рошфор (Рамзес), Эстель Тейлор (Мириам, сестра Моисея). Фильм отличался зрелищностью, сцены исхода были сняты по ранней двухцветной технологии «Техниколор». Распространением картины занималась компания Paramount Pictures, премьера состоялась 4 декабря 1923 года.
В 1956 году Демилль переснял свой фильм, исключив из него эпизоды современности и расширив библейскую часть.

## В ролях

### Библейская часть
- Теодор Робертс — Моисей.
- Шарль де Рошфор — фараон Рамсес.
- Джеймс Нил — Аарон, брат Моисея.
- Эстель Тейлор — Мириам, сестра Моисея.
- Джулия Фэй — Нефертари Меренмут, жена фараона.

### История
- Эдит Чепмен — Марта Мактавиш, мать Дэна и Джона.
- Род ла Рок — Дэн Мактавиш, неверующий брат.
- Ричард Дикс — Джон Мактавиш, верующий брат.
- Леатрис Джой — Мэри Ли.
- Роберт Эдисон — Рэддинг.
- Нита Нальди — Салли Ланг.